# Sülzetal
Sülzetal is een gemeente in de Duitse deelstaat Saksen-Anhalt, en maakt deel uit van de Landkreis Börde.
Sülzetal telt 8.894 inwoners.

## Geschiedenis
De gemeente is op 1 april 2004 ontstaan door de samenvoeging van de toenmalige zelfstandige gemeenten Altenweddingen, Bahrendorf, Dodendorf, Langenweddingen, Osterweddingen, Schwaneberg en Sülldorf. Deze gemeenten maken voor die tijd deel uit van de Verwaltungsgemeinschaft Sülzetal.

## Indeling gemeente
De gemeente bestaat uit de volgende Ortsteile:
- Altenweddingen
- Bahrendorf
- Dodendorf
- Langenweddingen
- Osterweddingen
- Schwaneberg
- Stemmern
- Sülldorf

Altenhausen ·
Am Großen Bruch ·
Angern ·
Ausleben ·
Barleben ·
Beendorf ·
Bülstringen ·
Burgstall ·
Calvörde ·
Colbitz ·
Eilsleben ·
Erxleben ·
Flechtingen ·
Gröningen ·
Haldensleben ·
Harbke ·
Hohe Börde ·
Hötensleben ·
Ingersleben ·
Kroppenstedt ·
Loitsche-Heinrichsberg ·
Niedere Börde ·
Oebisfelde-Weferlingen ·
Oschersleben (Bode) ·
Rogätz ·
Sommersdorf ·
Sülzetal ·
Ummendorf ·
Völpke ·
Wanzleben-Börde ·
Wefensleben ·
Westheide ·
Wolmirstedt ·
Zielitz